# تسگایه کبده
تسگایه کبده (انگلیسی: Tsegaye Kebede؛ زادهٔ ۱۵ ژانویهٔ ۱۹۸۷)  دونده ماراتن اهل اتیوپی است.
وی در مسابقات کشوری و بین‌المللی در مجموع برندهٔ ۲ مدال برنز شده‌است.